# Emanuel Leutze
Emanuel Leutze (Schwäbisch Gmünd, 24 maggio 1816 – Washington, 18 luglio 1868) è stato un pittore tedesco naturalizzato statunitense.
Faceva parte della cosiddetta Scuola di pittura di Düsseldorf. Specializzato in particolare nella pittura storica, il suo quadro più famoso è Washington attraversa il fiume Delaware, attualmente in mostra al Metropolitan Museum of Art di New York.

## Biografia
Leutze nacque in Germania a Schwäbisch Gmünd, Württemberg, ma a nove anni emigrò con la famiglia negli Stati Uniti. I suoi genitori si stabilirono prima a Fredericksburg (Virginia), e poi a Filadelfia. Il suo talento artistico si manifestò per la prima volta mentre accudiva il padre malato, occupando le varie ore di attesa disegnando. A 14 anni dipingeva ritratti per $ 5 l'uno e con questo lavoro si sostenne dopo la morte del padre avvenuta nel 1831. Nel 1834, ricevette la prima istruzione artistica da John Rubens Smith (1775–1849), un ritrattista di origine inglese attivo a Philadelphia. Si dimostrò subito molto capace e cercò di promuovere a Washington un progetto per la pubblicazione di ritratti di importanti uomini di Stato ma trovò poco seguito.

### Europa
Nel 1840, un suo dipinto attirò l'attenzione e gli procurò numerose richieste, che gli permisero di entrare nell'Accademia di Belle Arti di Düsseldorf. A causa del suo atteggiamento anti-accademico, studiò solo un anno nella classe di Friedrich Wilhelm Schadow. Lo stile di Leutze venne influenzato dal pittore Karl Friedrich Lessing. Nel 1842 andò a Monaco di Baviera per studiare le opere di Peter von Cornelius e Wilhelm von Kaulbach. Negli anni successivi visitò Venezia e Roma, studiando le opere di Tiziano e Michelangelo. Ispirandosi al libro Storia della vita e dei viaggi di Cristoforo Colombo di Washington Irving, eseguì una serie di dipinti su Cristoforo Colombo. 

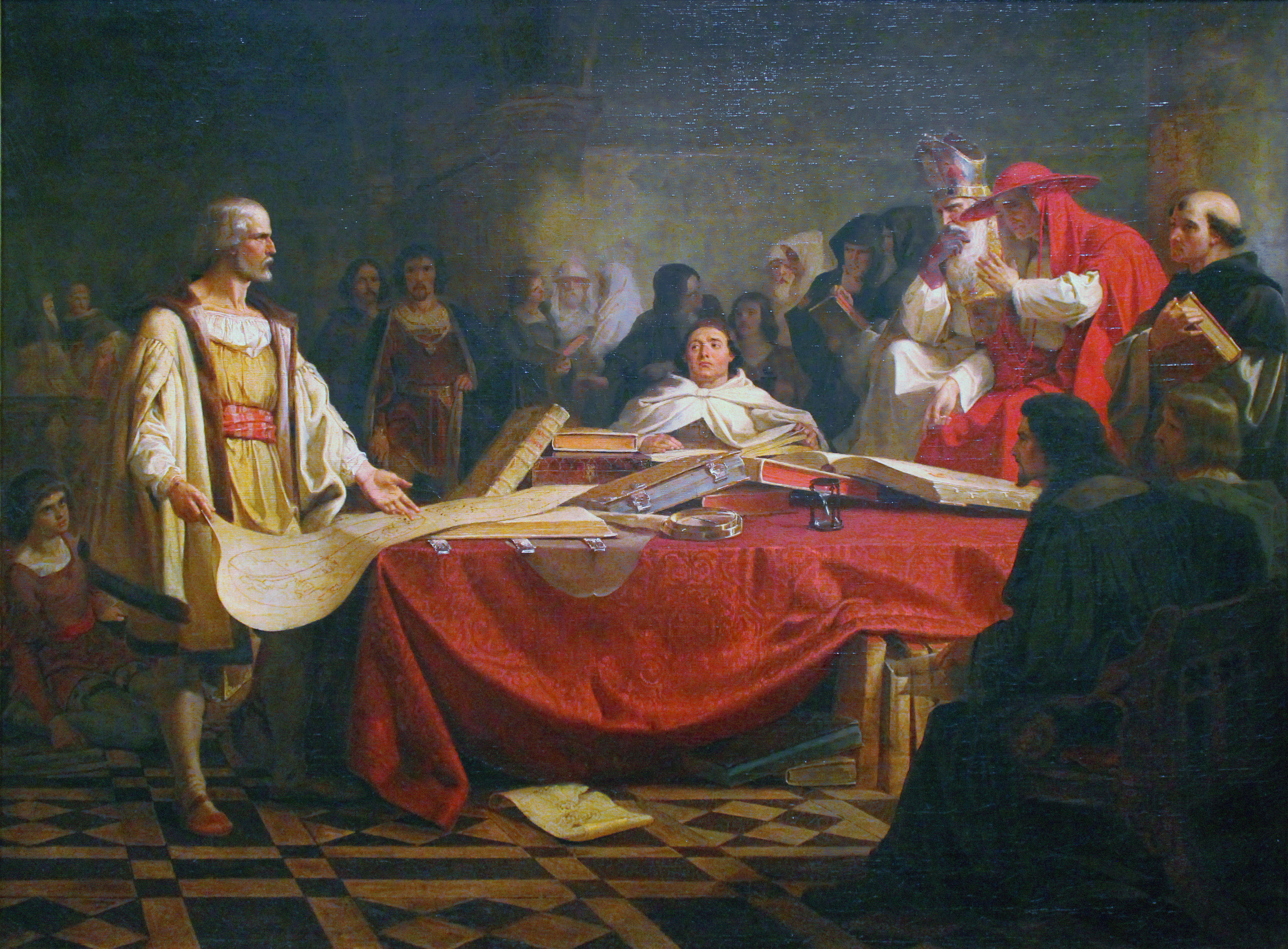
Colombo davanti al Consiglio di Salamanca, 1841, Parigi, Museo del Louvre

La sua prima opera, Colombo davanti al Consiglio di Salamanca fu acquistata dalla Düsseldorf Art Union. Un dipinto simile, Ritorno di Cristoforo Colombo in catene, a Cadice, gli valse la medaglia d'oro alla Brussels Art Exhibition, e venne acquistato dalla Art Union di New York. Nel 1843 realizzò a Monaco il quadro Cristoforo Colombo dai re Cattolici in Granada. Nel 1845, tornò a Düsseldorf dove sposò Juliane Lottner e lì visse per 14 anni.

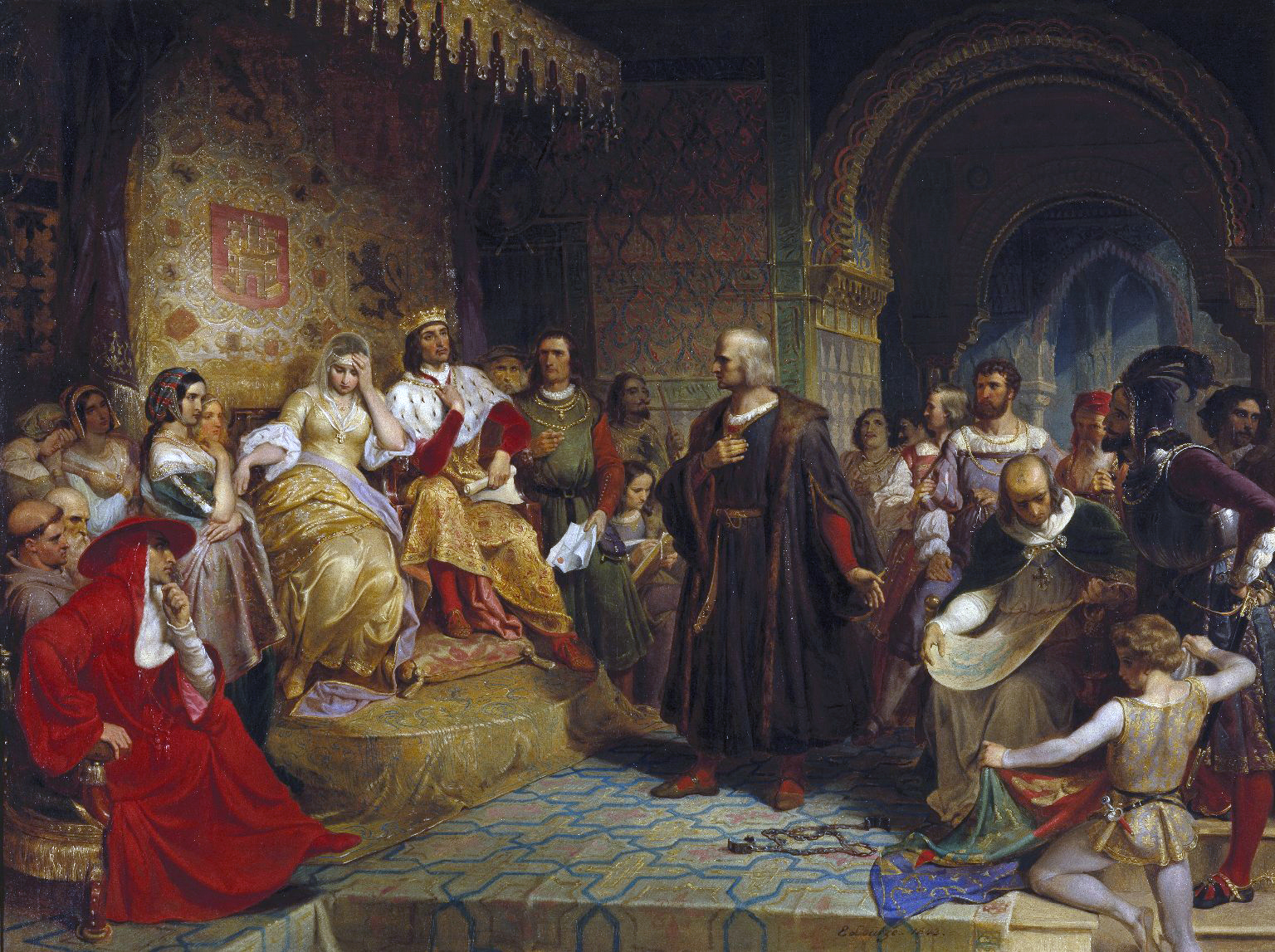
Cristoforo Colombo dai re Cattolici in Granada, 1843, olio su tela, 96,5x127 cm, New York, Brooklyn Museum

Durante la sua permanenza a Düsseldorf, fu un punto di riferimento per gli Americani di passaggio: trovava loro un posto dove vivere ed un lavoro e a volte sostegno economico. Fece parte della Scuola di pittura di Düsseldorf; nel 1848, fu tra i promotori dell'associazione artistica Malkasten; nel 1857, chiamò a raccolta un gruppo di artisti che portò alla fondazione della Allgemeine deutsche Kunstgenossenschaft.
Forte sostenitore dei moti rivoluzionari europei del 1848, Leutze decise di dipingere un'immagine che avrebbe incoraggiato i riformatori liberali in Europa con l'esempio della rivoluzione americana. Utilizzando turisti e studenti d'arte statunitensi come modelli ed assistenti, Leutze eseguì una prima versione di  Washington attraversa il fiume Delaware nel 1850. Poco dopo esser stata terminata, l'opera venne danneggiata da un incendio; restaurata fu acquistata dalla Kunsthalle di Brema. Il 5 settembre 1942, durante la seconda guerra mondiale, andò distrutta in un bombardamento delle forze alleate. 

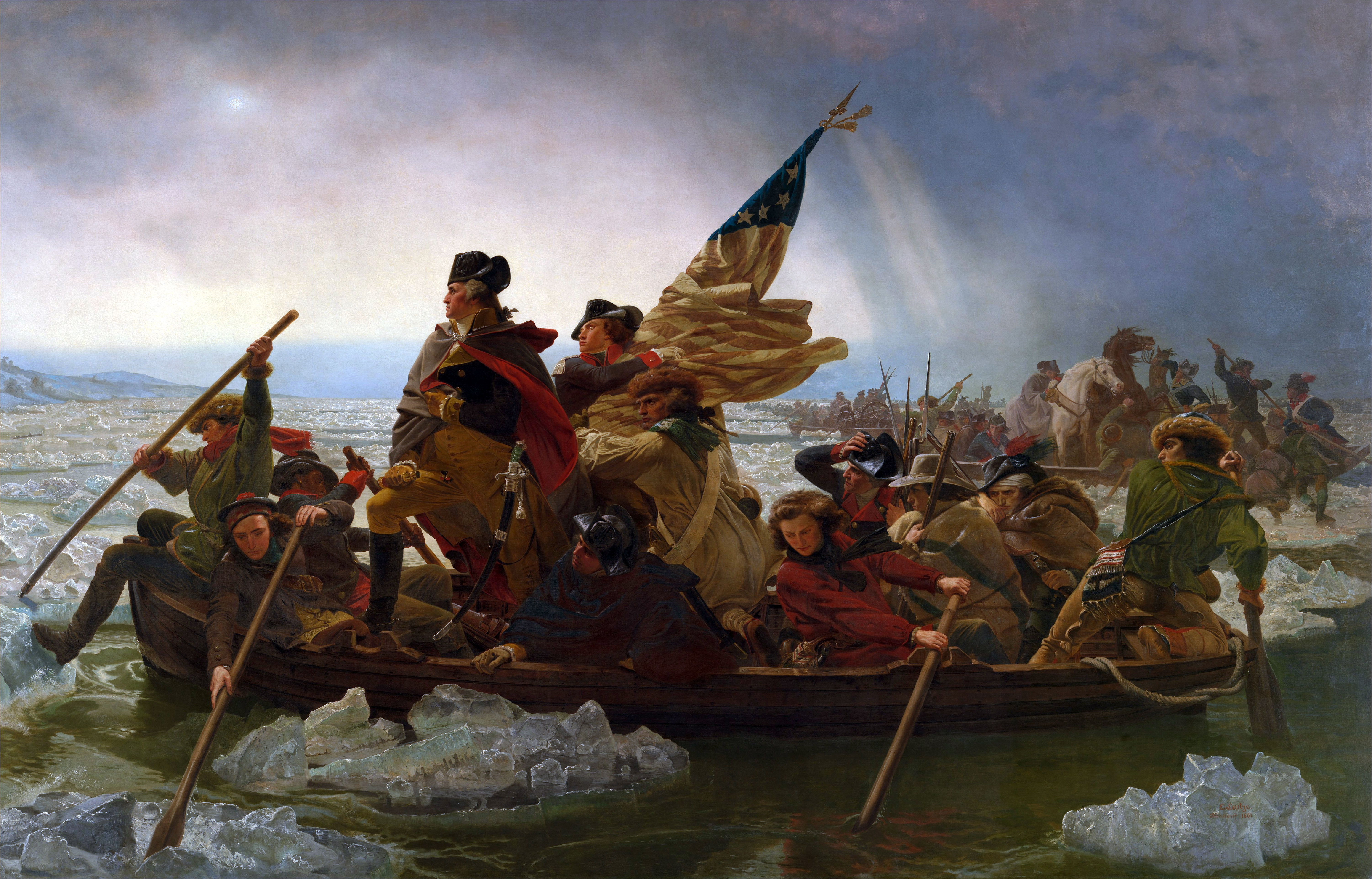
Washington attraversa il fiume Delaware, olio su tela, 378,5x647,7 cm, New York, Metropolitan Museum of Art

Un secondo dipinto, copia del primo, solo un po' più grande, fu ordinato nel 1850 dal mercante d'arte parigino Adolphe Goupil per la sua filiale di New York e venne esposto a Broadway nell'ottobre del 1851. Il quadro si trova oggi al Metropolitan Museum of Art di New York. 

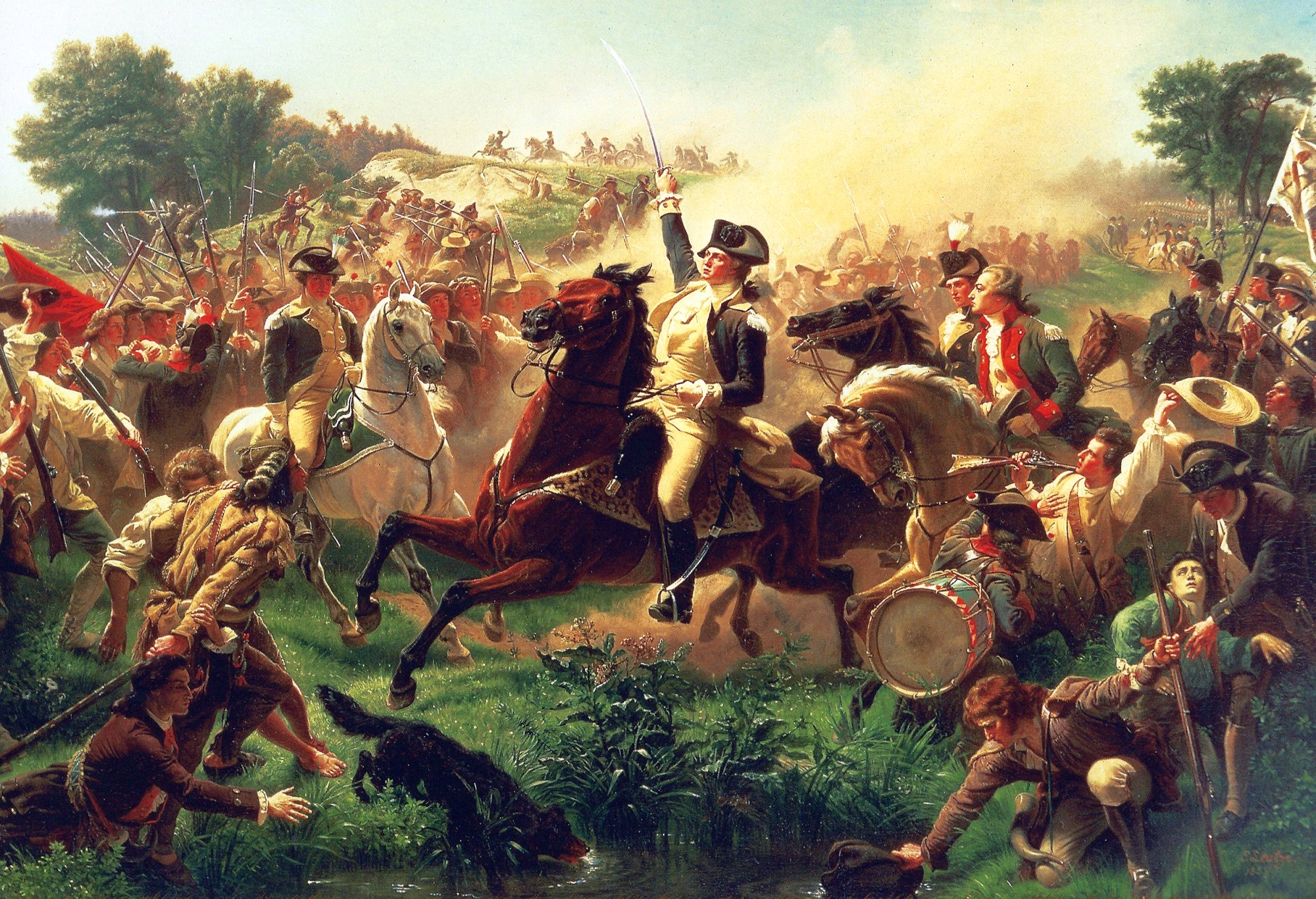
Washington Rallying the Troops at Battle of Monmouth, 1854, olio su tela, 701×396,2 cm, Berkeley, University of California, Doe Memorial Library

Nel 1854, Leutze terminò la rappresentazione della battaglia di Monmouth, Washington Rallying the Troops at Monmouth, commissionata da un suo importante committente, il banchiere David Leavitt (1791–1879) di New York e Great Barrington (Massachusetts).

### New York e Washington
Nel 1859, Leutze ritornò negli Stati Uniti ed aprì uno studio a New York. In questo periodo si divise tra New York e Washington. Nel 1859, realizzò il ritratto del presidente della Corte suprema Roger Brooke Taney, pochissimi anni dopo la scandalosa sentenza sul caso Dred Scott contro Sandford. Il quadro si trova presso la Harvard Law School. Leutze eseguì anche altri ritratti, incluso quello del collega William Morris Hunt.

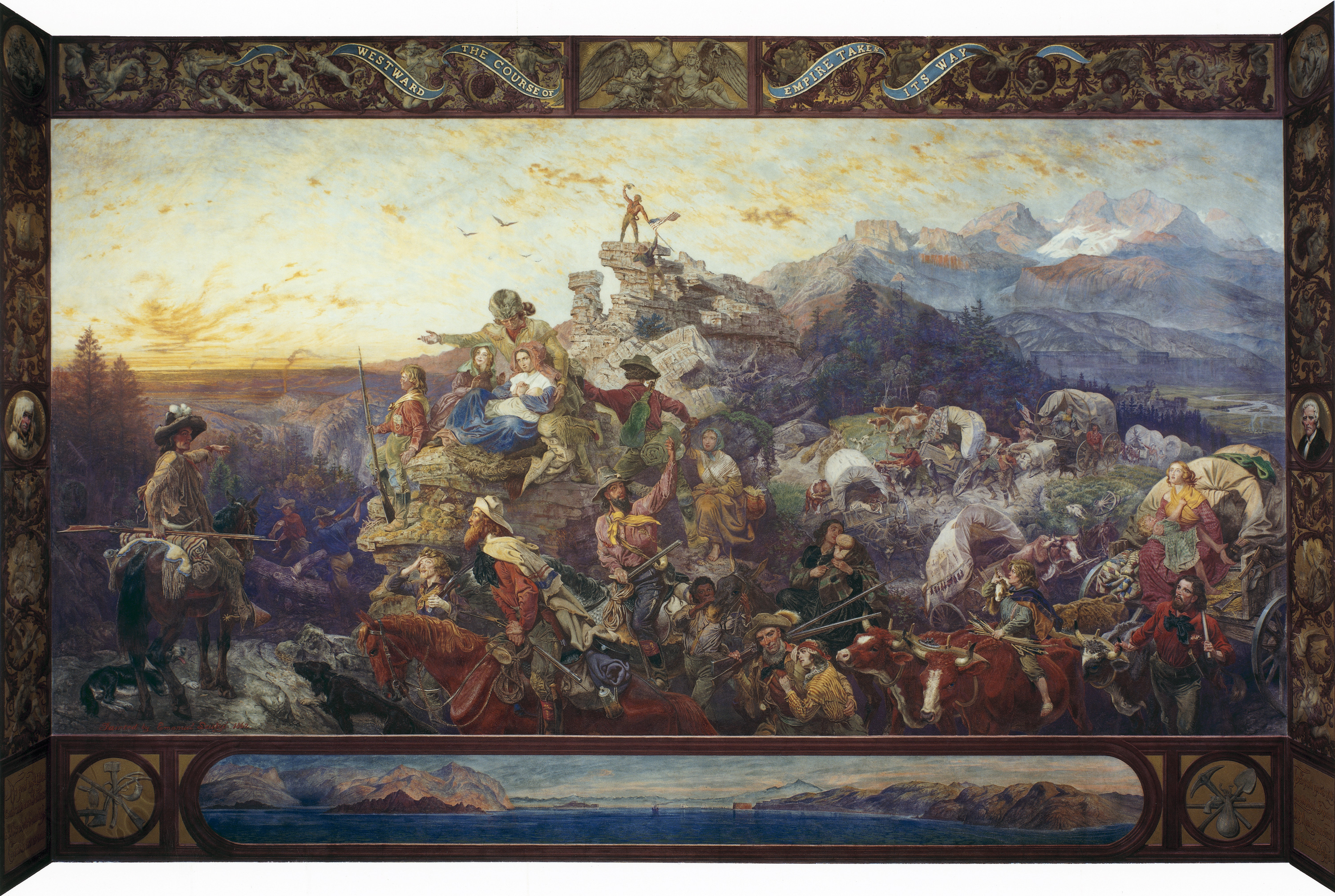
Verso Occidente l'impero dirige il suo corso, 1861, stereocromia, 610×910 cm, Washington, Campidoglio

Nel 1860 Leutze ricevette dal Congresso degli Stati Uniti l'incarico di decorare uno degli scaloni del Campidoglio a Washington, per il quale dipinse l'ampia composizione Westward the Course of Empire Takes Its Way.
Successivamente divenne membro della National Academy of Design e dell'Union League Club di New York, che possiede un gran numero di sue opere. Morì a Washington, a 52 anni, per un colpo di calore. Fu seppellito nel Glenwood Cemetery di Washington.
I ritratti di Leutze sono più conosciuti per il loro spirito patriottico che per la loro qualità artistica. Washington attraversa il fiume Delaware ha una posizione di rilievo nell'iconografia nazionale degli Stati Uniti.

## Galleria d'immagini

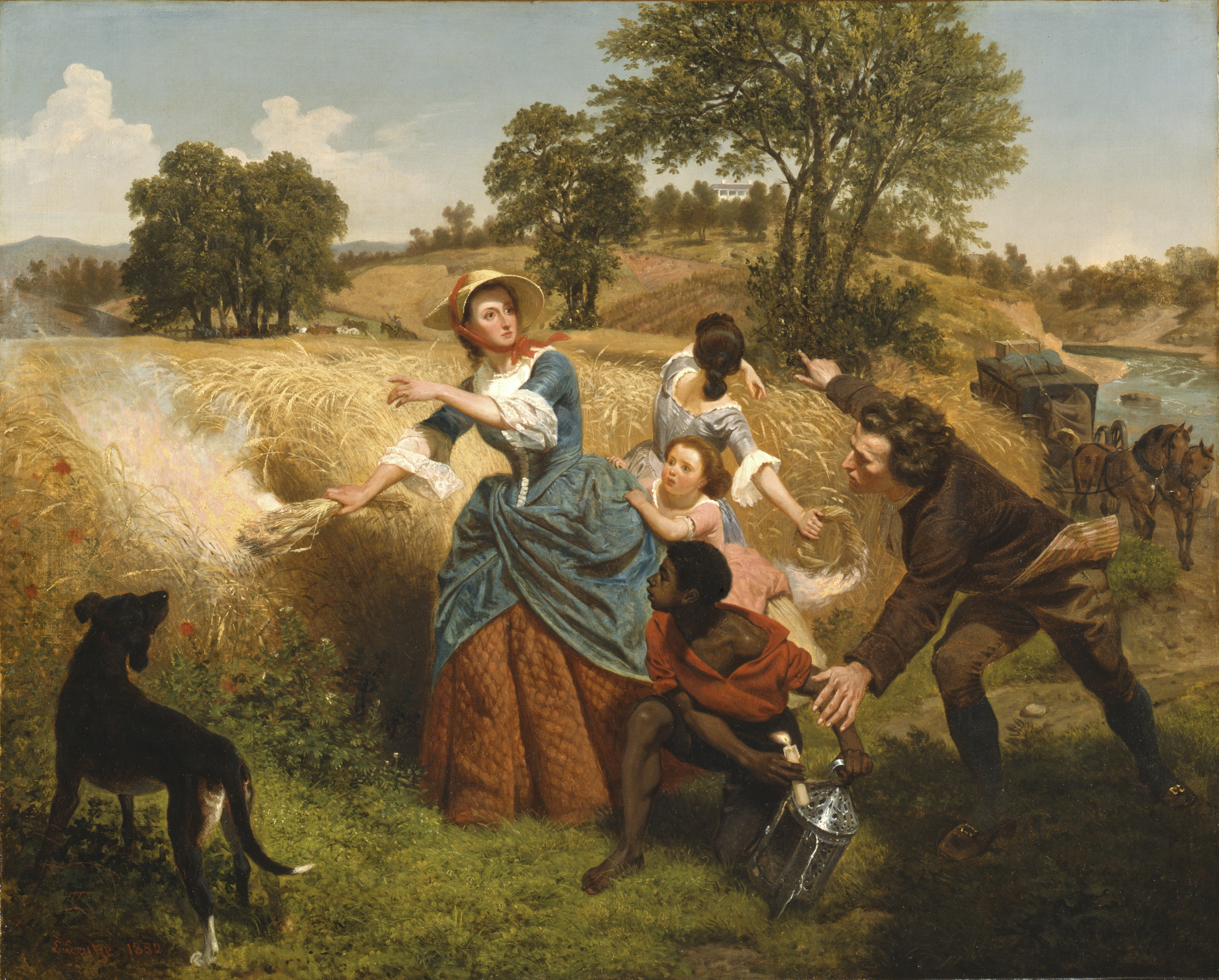
Mrs. Schuyler Burning Her Wheat Fields on the Approach of the British, 1852, olio su tela,  81,2x101,6 cm, Los Angeles County Museum of Art
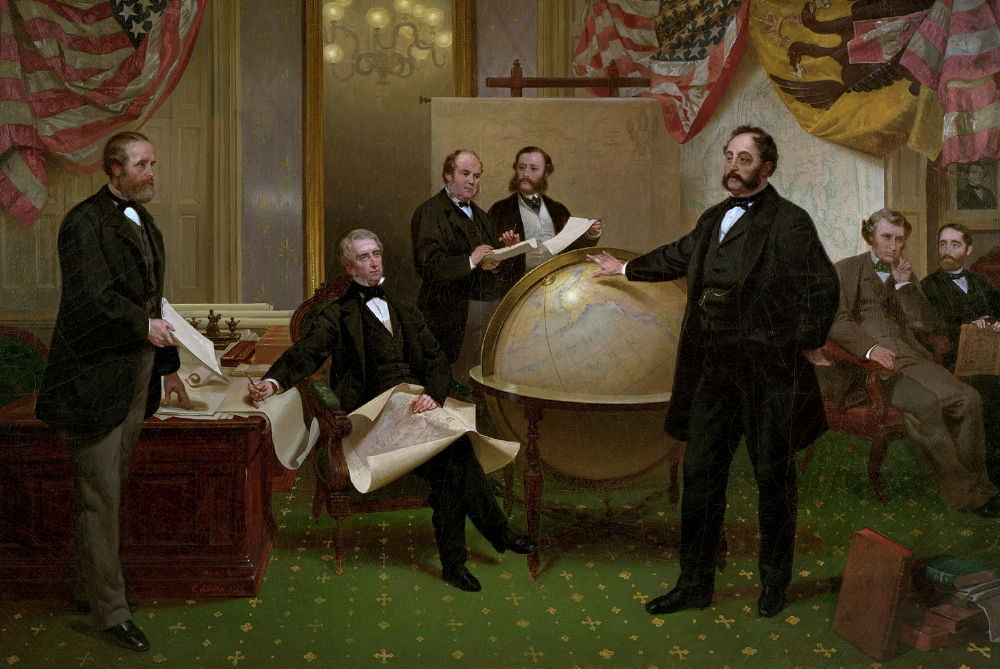
Signing of the Alaska Treaty, 1867, Auburn, Seward House Museum
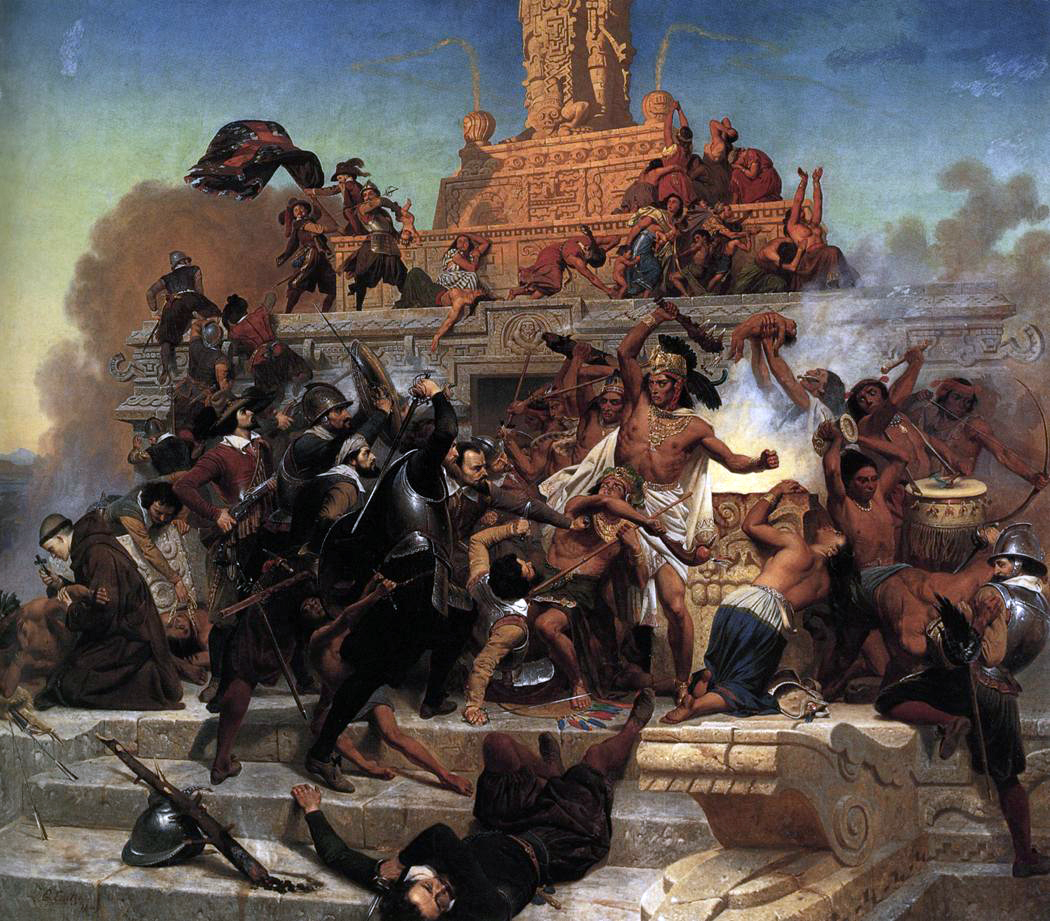
Storming of the Teocalli by Cortez and His Troops, 1848, olio su tela, Hartford, Wadsworth Atheneum
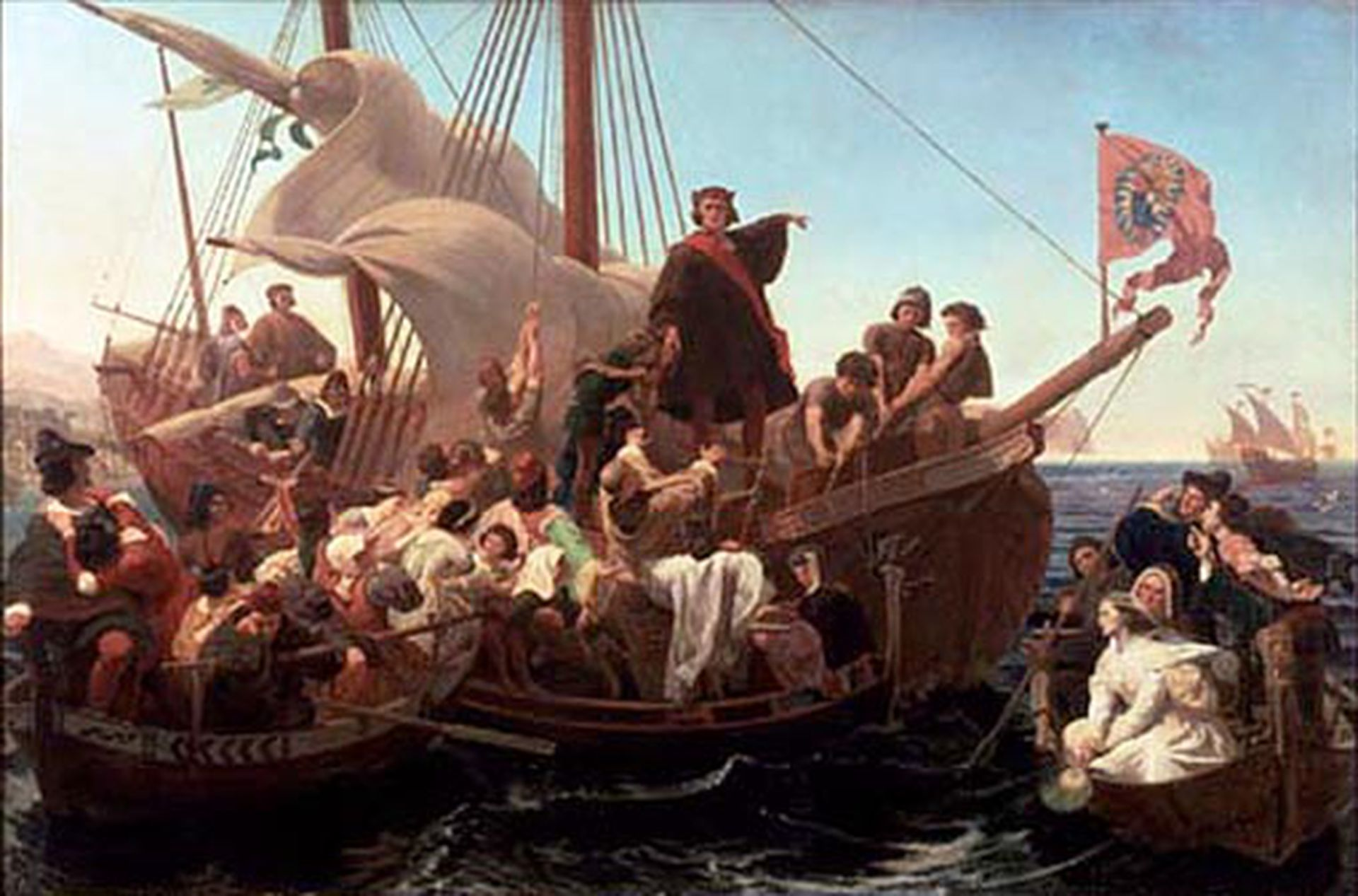
Departure of Columbus from Palos in 1492, 1855, olio su tela 121,9x183,5 cm, New York, collezione privata
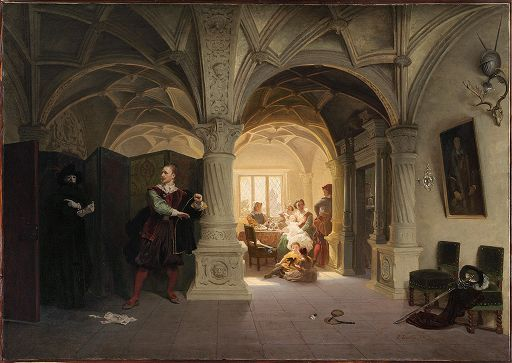
The Summons (Light and Shadow), 1856, olio su tela, 79,4x114,9 cm, Harvard University Art Museums
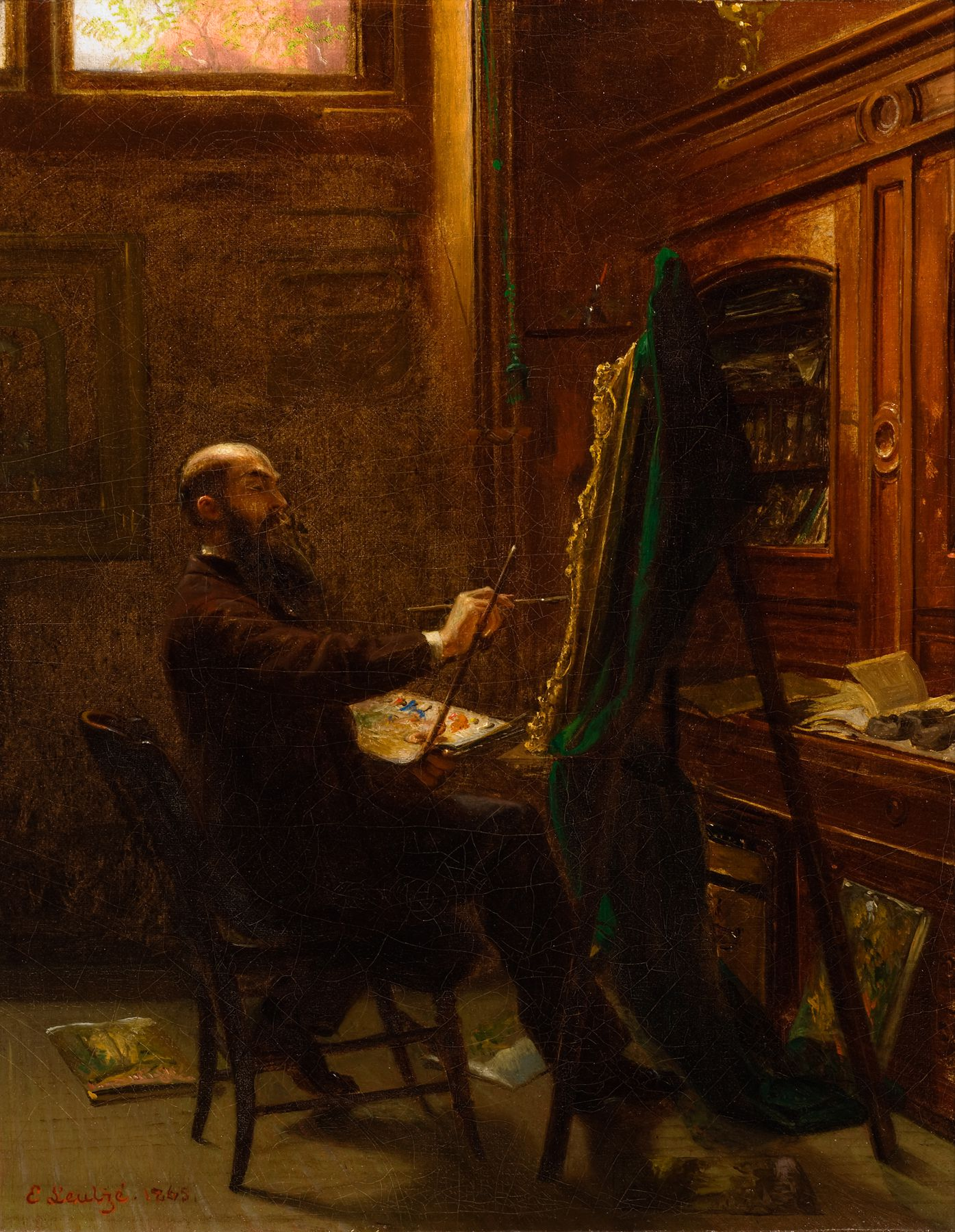
Worthington Whittredge in His Tenth Street Studio, 1865, olio su tela,  37,5x29,5 cm, Winston-Salem, Reynolda House Museum of American Art
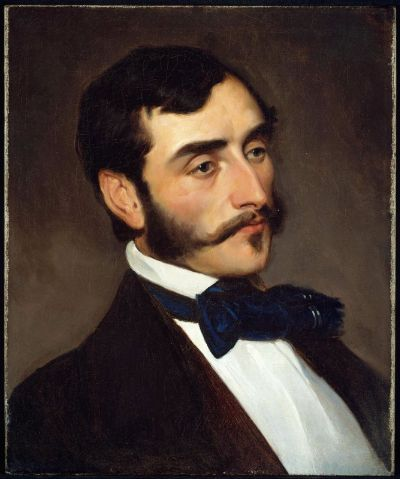
Ritratto di William Morris Hunt, olio su tela, Boston, Museum of Fine Arts
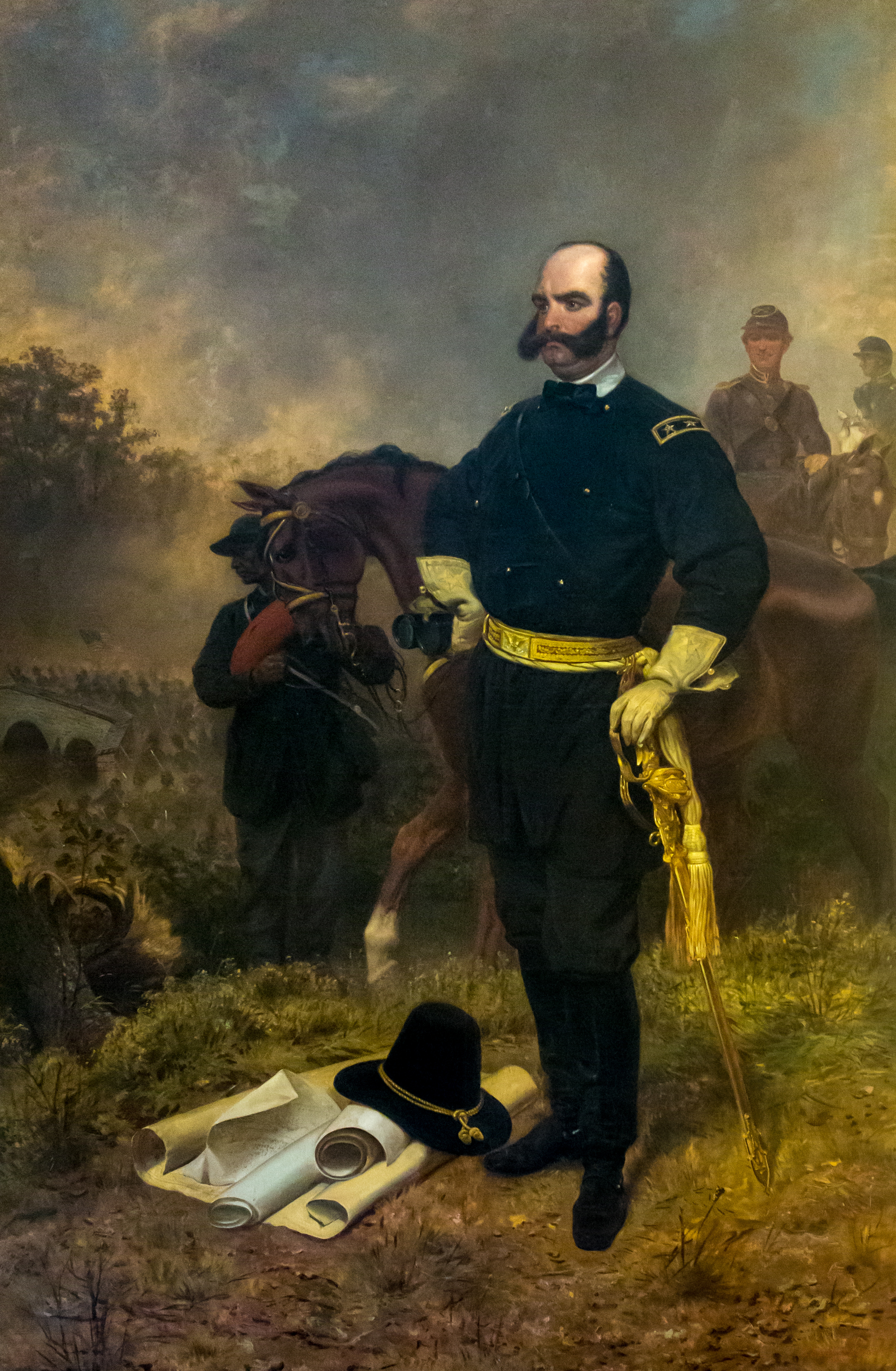
Il generale Ambrose Burnside ad Antietam, 1863, olio su tela